# Коммунистическая партия Соединенных Штатов Индии
Коммунистическая партия Соединённых Штатов Индии (телугу ఇండియా సంయుక్త రాష్ట్రాల కమ్యూనిస్టు పార్టీ, хинди कम्युनिस्ट पार्टी ऑफ यूनाइटेड स्टेट्स ऑफ इंडिया, англ. Communist Party of United States of India) — подпольная коммунистическая политическая партия в Индии, базирующаяся в штате Андхра-Прадеш. КПСШИ была сформирована 17 мая 1997 года в результате фракционной борьбы в Коммунистической партии Индии (марксистско-ленинской) «Джанашакти». Основателем КПСШИ был М. Веранна, и партию иногда называют фракцией «Джанашакти Веранна». Позже Веранна был убит полицейскими. КПСШИ принадлежала к тому течению индийского коммунистического движения, которое хотело уделять больше внимания кастовым вопросам, а не классовым. КПСШИ ведет вооруженную борьбу через отряды «далам».
Садху Малядри Джамбхав — государственный секретарь КПСШИ штата Андхра-Прадеш.
В июне 2001 года высокопоставленный лидер КПСШИ Ерра Нараса Редди сдался полиции.